# Камуньяс
Камуньяс (ісп. Camuñas) — муніципалітет в Іспанії, у складі автономної спільноти Кастилія-Ла-Манча, у провінції Толедо. Населення — 1917 осіб (2010).
Муніципалітет розташований на відстані близько 110 км на південь від Мадрида, 70 км на південний схід від Толедо.

## Демографія
Динаміка населення (INE ):

## Галерея зображень

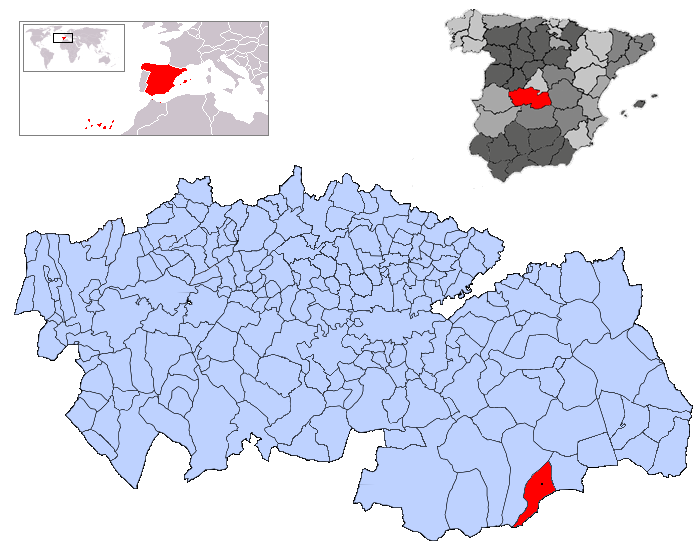
Розташування муніципалітету у провінції Толедо